# Кушано-Сасанидское царство
Кушано-Сасанидское царство (также известное как Кушаншахи, KΟÞANΟ ÞAΟ или Кошано Шао в бактрийском языке, или Индо-Сасаниды) историографический термин, используемый современными ученымидля обозначения ветви сасанидских персов, установивших свое правление в Бактрии в 3-м и 4-м веках нашей эры за счет угасающих кушанов. Они захватили провинции Согдиана, Бактрия и Гандхара у кушанов в 225 г. н. э. Сасаниды назначили правителей, которые чеканили собственные монеты и приняли титул кушаншахов, то есть «королей кушанов». Иногда считается, что они образуют «субцарство» внутри Сасанидской империи. Это управление продолжалось до 360—370 гг. н. э. Их власть продержалась до 360—370 гг., когда кушано-сасаниды потеряли большую часть своих владений из-за вторгшихся кидаритских гуннов, в то время как остальная часть была включена в Сасанидское государство.Позже кидариты, в свою очередь, были вытеснены эфталитами. Сасаниды смогли восстановить некоторую власть после того, как они уничтожили эфталитов с помощью тюрок в 565 году, но их правление рухнуло под арабскими нападениями в середине VII века.
Кушаншахи в основном известны благодаря своим монетам. Их монеты чеканились в Кабуле, Балхе, Герате и Мерве, что свидетельствует о размерах их владений.
Восстание Хормизда I Кушаншаха (пр. 277—286 гг. н. э.), выпустившего монеты с титулом Кушаншаханшах («Царь царей кушанов»), похоже было направлено против сасанидского шахиншаха Бахрама II (276—293 гг. н. э.), но окончилось поражением.

## История

### Первый период (230—365 гг.)
Сасаниды вскоре после победы над парфянами, во время правления Ардашира I около 230 г. н. э. захватили Бактрию, а при Шапуре I достигли западного Пакистана. Таким образом, кушаны потеряли свои западные территории (включая Бактрию и Гандхару), попавшие под власть сасанидской знати, называемой кушаншахами или «царями кушанов». Самая дальняя граница кушано-сасанидов на востоке, по-видимому, была Гандхарой, и они, по-видимому, не пересекали реку Инд, поскольку почти ни одна из их монет не была найдена в расположенном сразу за рекой Таксиле.
Кушано-сасаниды под предводительством Хормизда I Кушаншаха, похоже, возглавили восстание против современного императора Бахрама II (276—293 гг. н. э.) Сасанидской империи, но потерпели неудачу. Согласно Panegyrici Latini (III—IV века н. э.), произошло восстание некоего Ормиса (Ормисдаса) против его брата Бахрама II, и Ормиса поддержали люди Саккиса (Сакастана). Хормизд I Кушаншах выпустил монеты с титулом Кушаншаханшах («Царь царей кушанов»), вероятно, вопреки имперскому правлению Сасанидов.

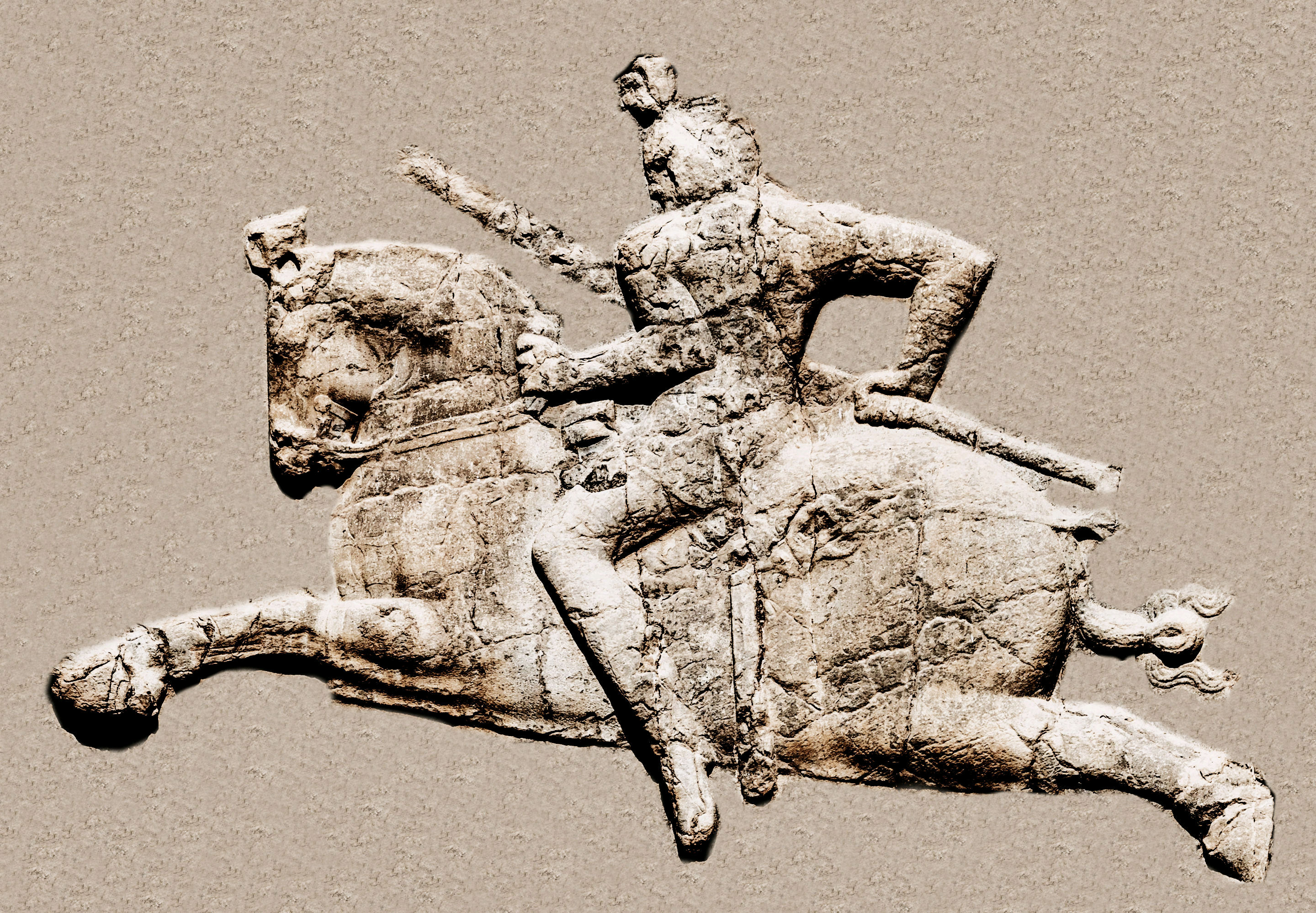
Хормизд I Кушаншах на панно Бахрама II в Накше-Рустаме

Около 325 г. Шапур II непосредственно руководил южной частью территории, тогда как на севере кушаншахи сохраняли свою власть. Сасанидская чеканка в городе Таксила появляется только с Шапура II (пр. 309—379) и Шапура III (пр. 383—388), что может быть связано с расширением территории царства в результате описанных Аммианом Марцеллином войн Шапура II «с хионитами и кушанами» в 350—358 гг. Вероятно, они сохраняли контроль до восстания кидаритов и их царя Кидара I.
За упадком кушанов и их поражением от кушано-сасанидов и сасанидов последовал подъём кидаритов, а затем эфталитов (гуннов-алхонов), которые, в свою очередь, завоевали Бактрию и Гандхару и дошли до центральной Индии. Позже за ними последовали тюркские каганы, а затем индуистские правители, пока мусульмане не пришли в северо-западные районы Индии.

### Второй период (565—651 гг.)
Эфталиты доминировали в этом районе, пока не были побеждены в 565 году союзом между Первым тюркским каганатом и Сасанидской империей, и некоторая власть Сасанидов была восстановлена в восточных землях. По словам ат-Табари, Хосрову I удалось благодаря своей экспансионистской политике взять под контроль «Синд, Бюст, Аль-Рукхадж, Забулистан, Тухаристан, Дардистан и Кабулистан».
Эфталиты смогли создать соперничающие государства в Каписе, Бамиане и Кабуле, прежде чем их захватили ябгу Тохаристана и тюрки. Сасаниды также могли быть изгнаны Незак-Алхонами. Второй индо-сасанидский период закончился с захватом государства Сасанидов арабами в середине VII века. Синд оставался независимым до арабского вторжения в Индию в начале VIII века.

## Религия

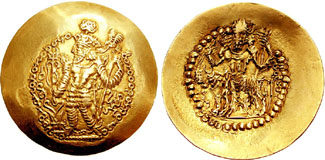
Монета последнего кушано-сасанидского правителя Бахрама Кушаншаха (около 350—365 гг. н. э.) в кушанском стиле

Пророк Мани последовал за экспансией Сасанидов на восток, где ознакомился с процветающей буддийской культурой Гандхары. Говорят, что он посетил Бамиан, где ему приписывают несколько религиозных картин, и, как полагают, где он некоторое время жил и преподавал. Также известно, что в 240 или 241 году он отплыл в район долины Инд и обратил буддийского царя Турана.
В этом случае различные буддийские влияния, по-видимому, проникли в манихейство: «Буддийские влияния были значительными в формировании религиозной мысли Мани. Переселение душ стало манихейской верой, и четырёхсторонняя структура манихейской общины, разделенная на мужчин и женщин-монахов („избранные“) и последователей-мирян („слушателей“), которые их поддерживали, похоже, основывается на буддийской сангхе».

## Монеты
Кушано-Сасаниды создали обширную чеканку с легендами на брахми, пехлеви или бактриане, иногда вдохновленную кушанской чеканкой, а иногда более явно сасанидской.
На аверсе монеты обычно изображен правитель в сложном головном уборе, а на реверсе либо зороастрийский огненный алтарь, либо Шива с быком Нанди.

## Правители
Известны следующие цари:
- Ардашир I Кушаншах (230—245)
- Пероз I Кушаншах (245—275)
- Хормизд I Кушаншах (275—300)
- Хормизд II Кушаншах (300—303)
- Пероз II Кушаншах (303—330)
- Варахран Кушаншах (330—365)

## Искусство
Индо-Сасаниды торговали серебряной посудой и текстилем с изображением сасанидских шахиншахов, занятых охотой или отправлением правосудия.

### Художественное влияние
Пример искусства Сасанидов оказал влияние на кушанское искусство, и это влияние оставалось активным в течение нескольких столетий на северо-западе Южной Азии.

## Галерея

Чеканка монет
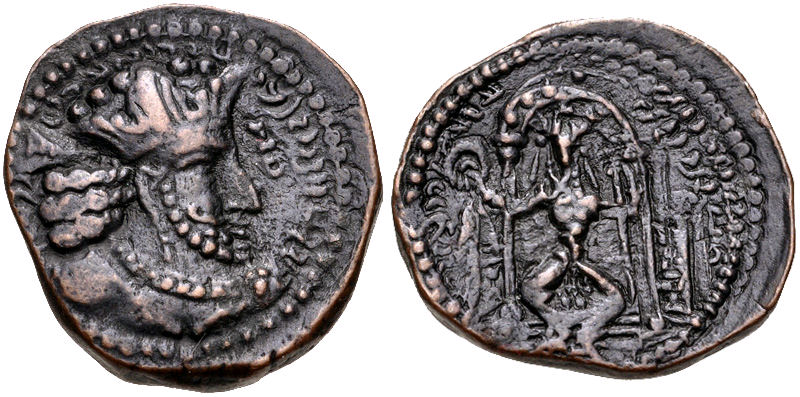
Кушано-сасанидский правитель Ардашир I Кушаншах, около 230-250 гг. н. э. Монетный двор Мерва.
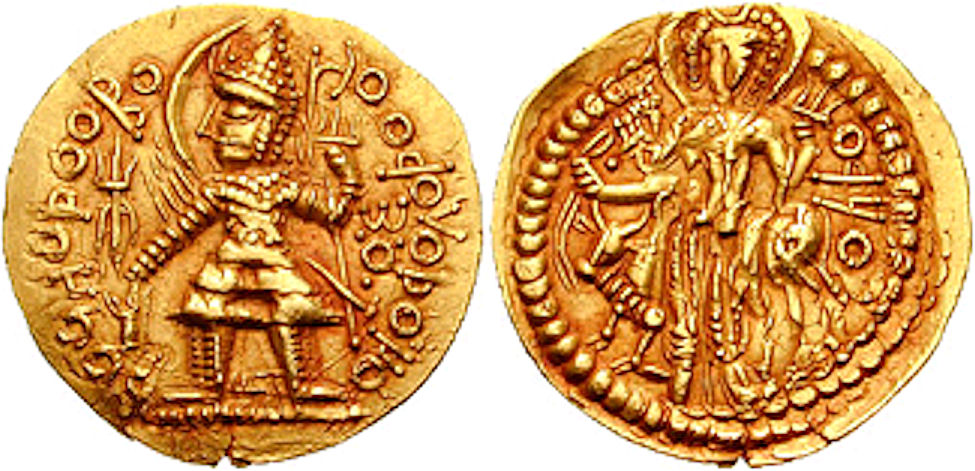
Ардашир I Кушаншах от имени кушанского правителя Васудэвы I, около 230-245 гг. н. э.
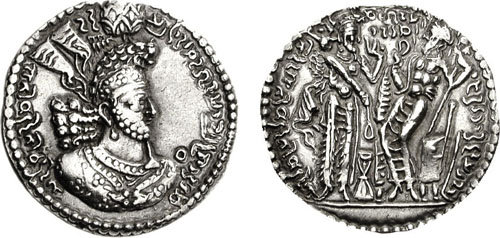
Хормизд I Кушаншах с упоминанием Мазды и Анахиты. Монетный двор Мерва[9].
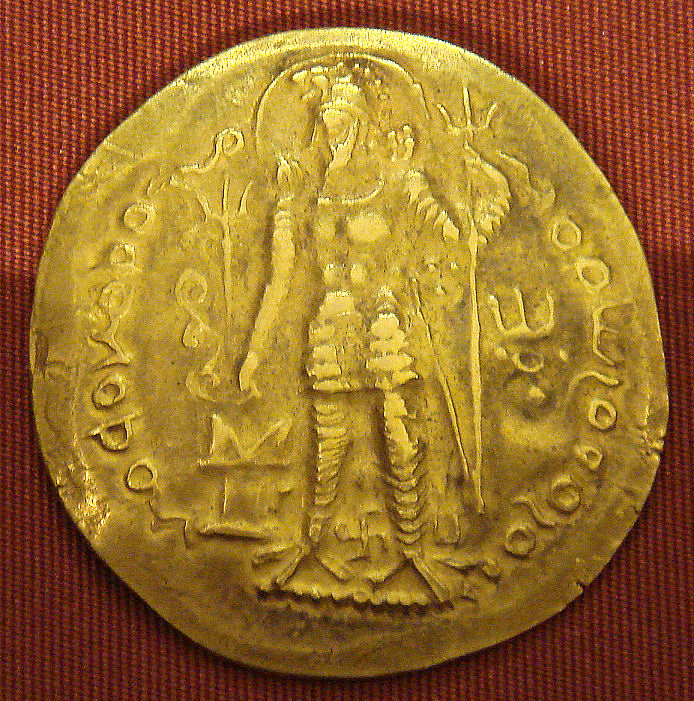
Индо-сасанидская монета
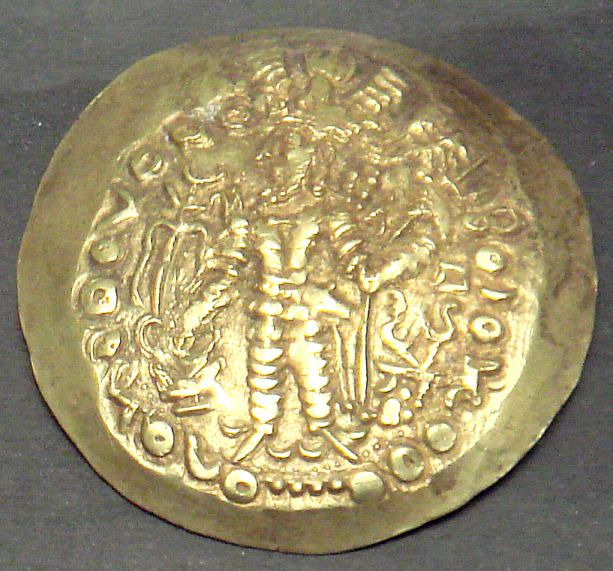
Золотая индо-сасанидская монета

Кушано-сасанидское искусство
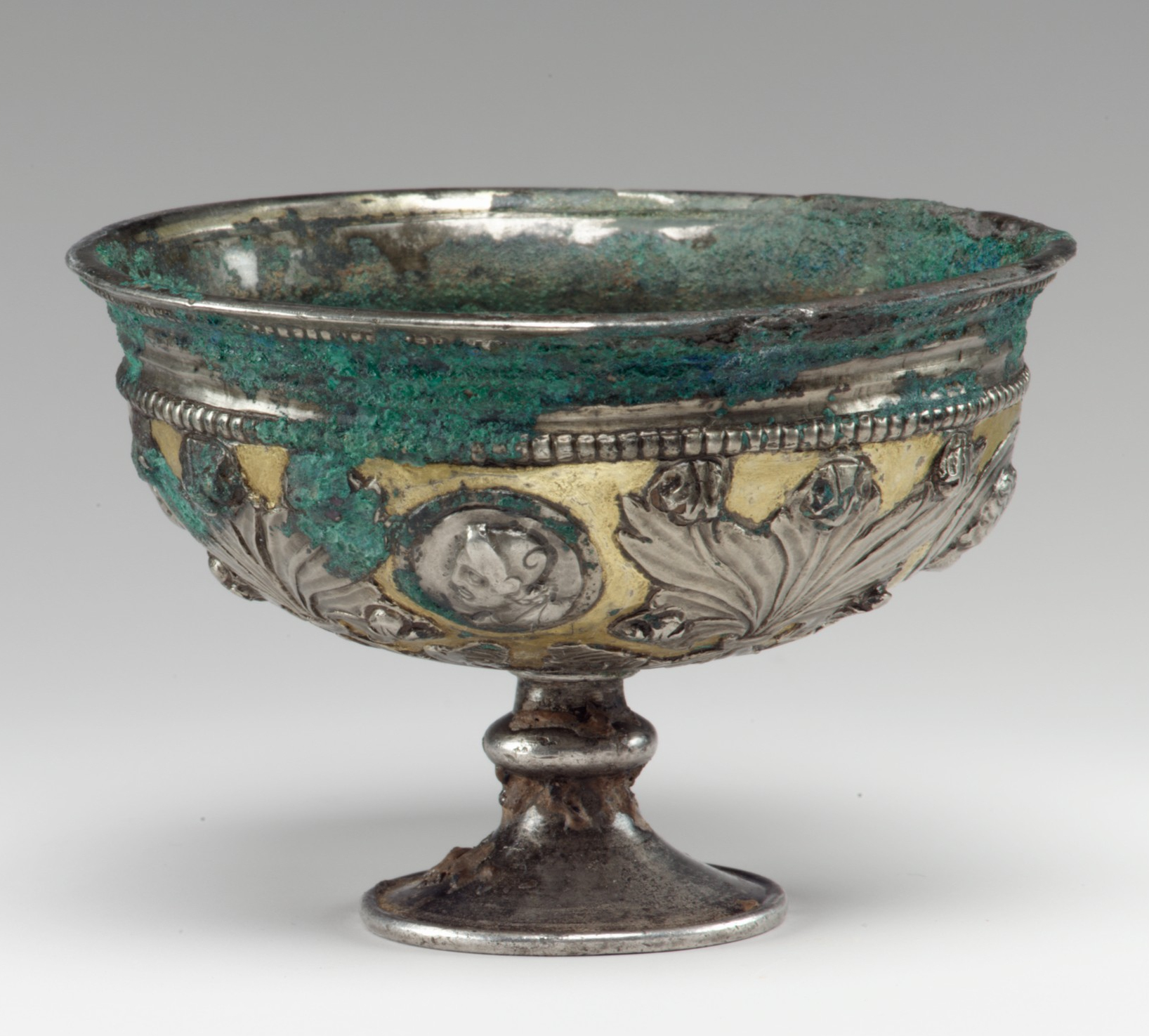
Кушано-сасанидская чаша на ножке с медальоном, III-IV вв. н. э., Бактрия, Метрополитен-музей[15].
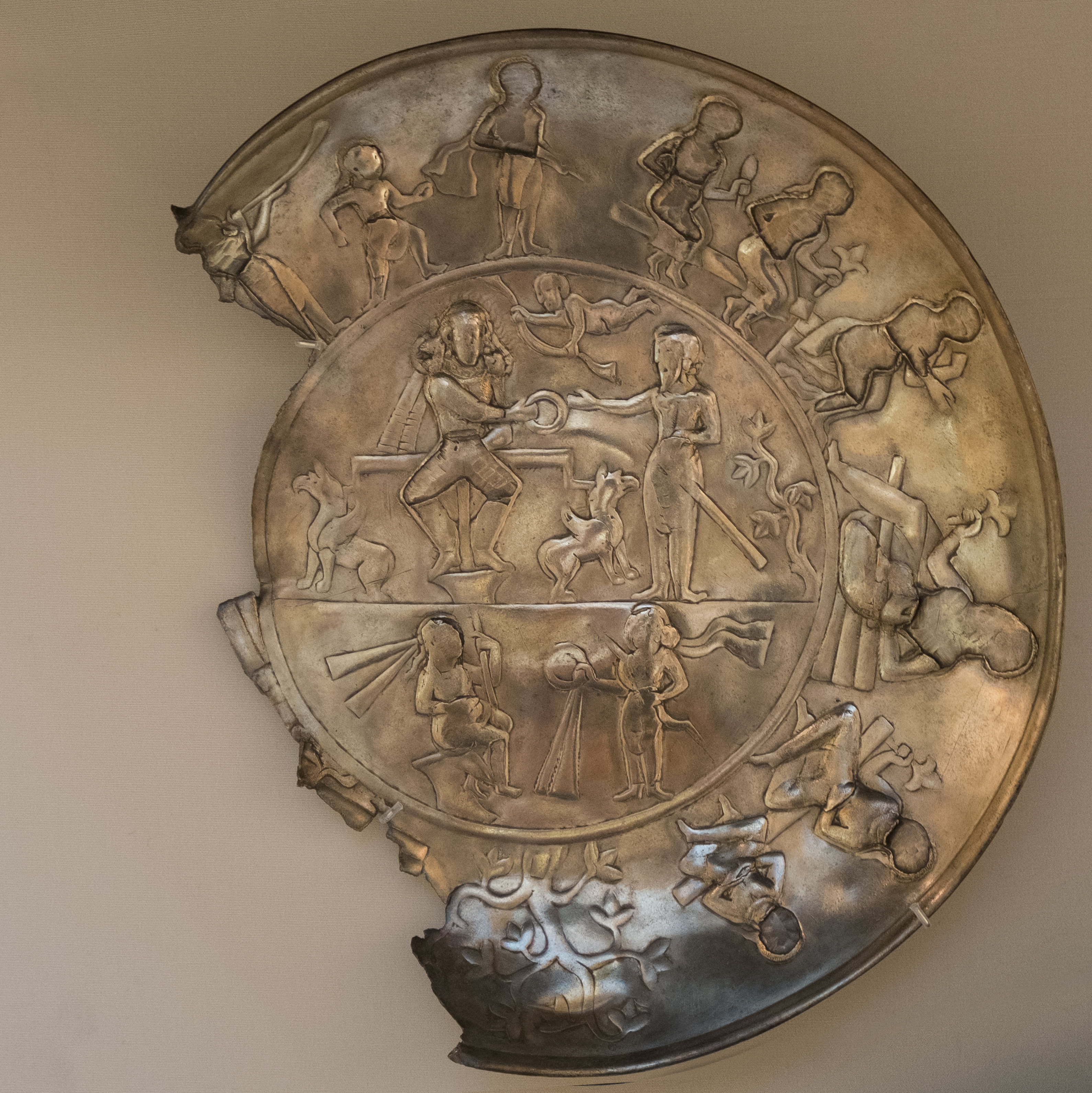
Возможная кушано-сасанидская тарелка, раскопанная в Равалпинди, Пакистан, 350-400 гг. н. э.[16] Британский музей 124093[17][18].
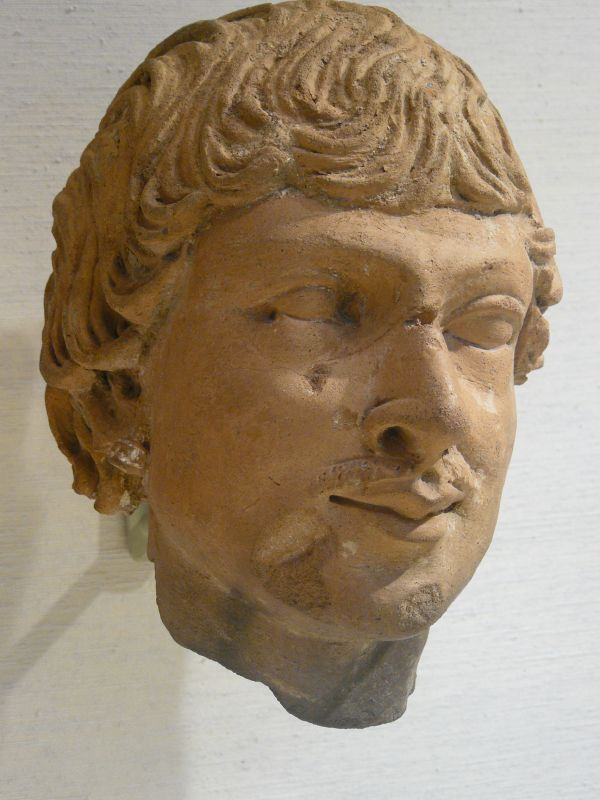
Терракотовая голова мужской фигуры, кушано-сасанидский период, регион Гандхара, IV-V вв. н. э.
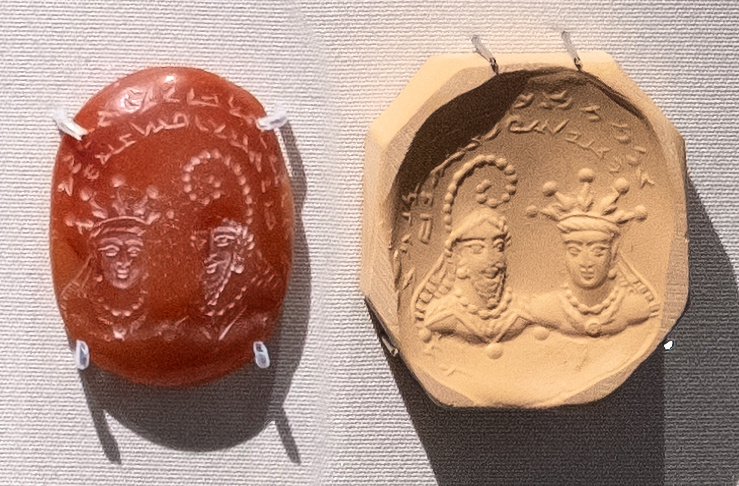
Печать с двумя обращёнными друг к другу бюстами и согдийской надписью, кушано-сасанидский период, 300-350 гг. н. э. Британский музей 119999[19].

Художественные влияния
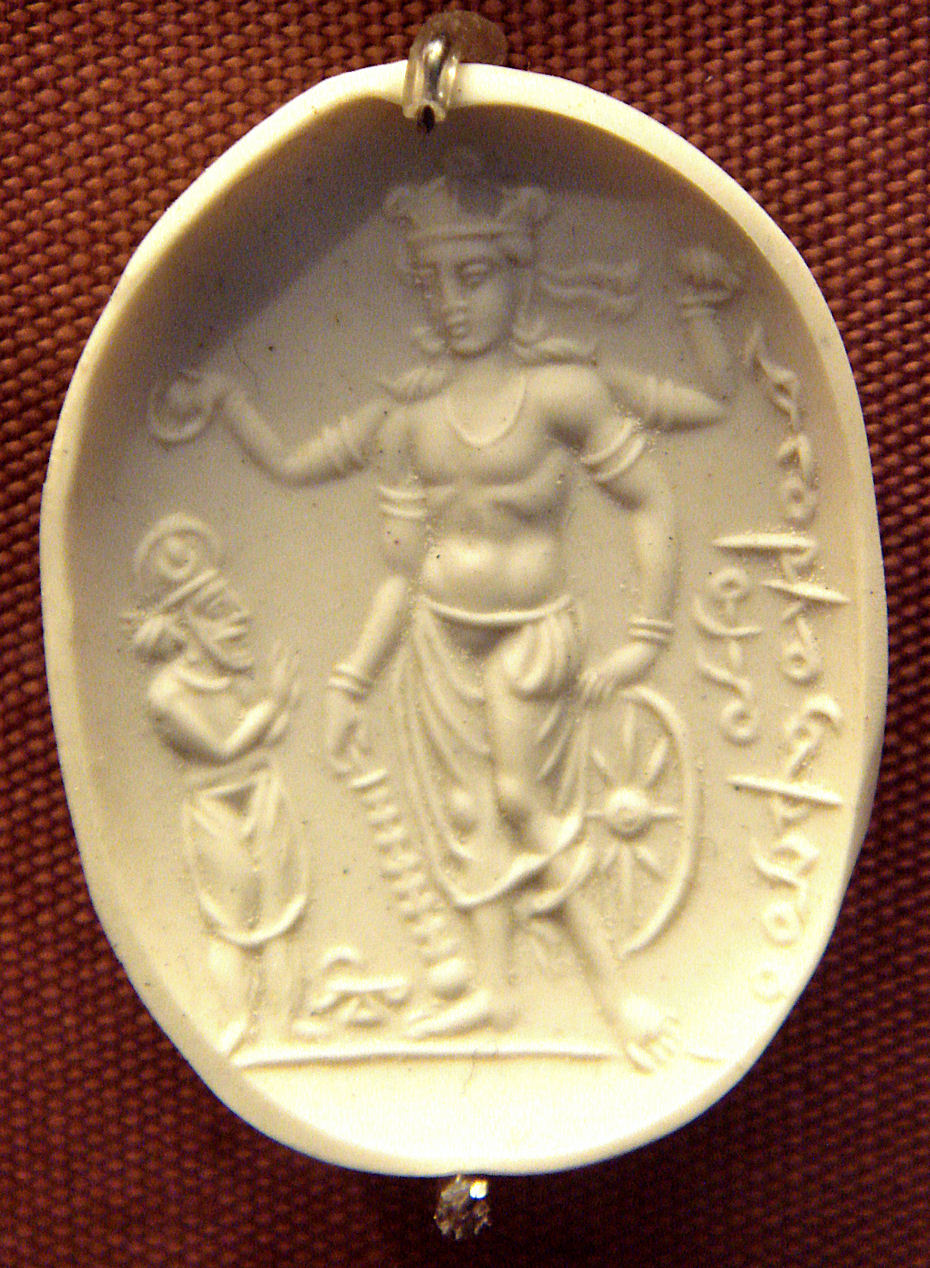
Печать Вишну Николо[англ.]: кушано-сасанидский или кидаритский князь, поклоняющийся Вишну или Васудеве с бактрийской надписью. Найдена в Хайбер-Пахтунхве, Пакистан. IV век н. э. Британский музей[20][21][22].
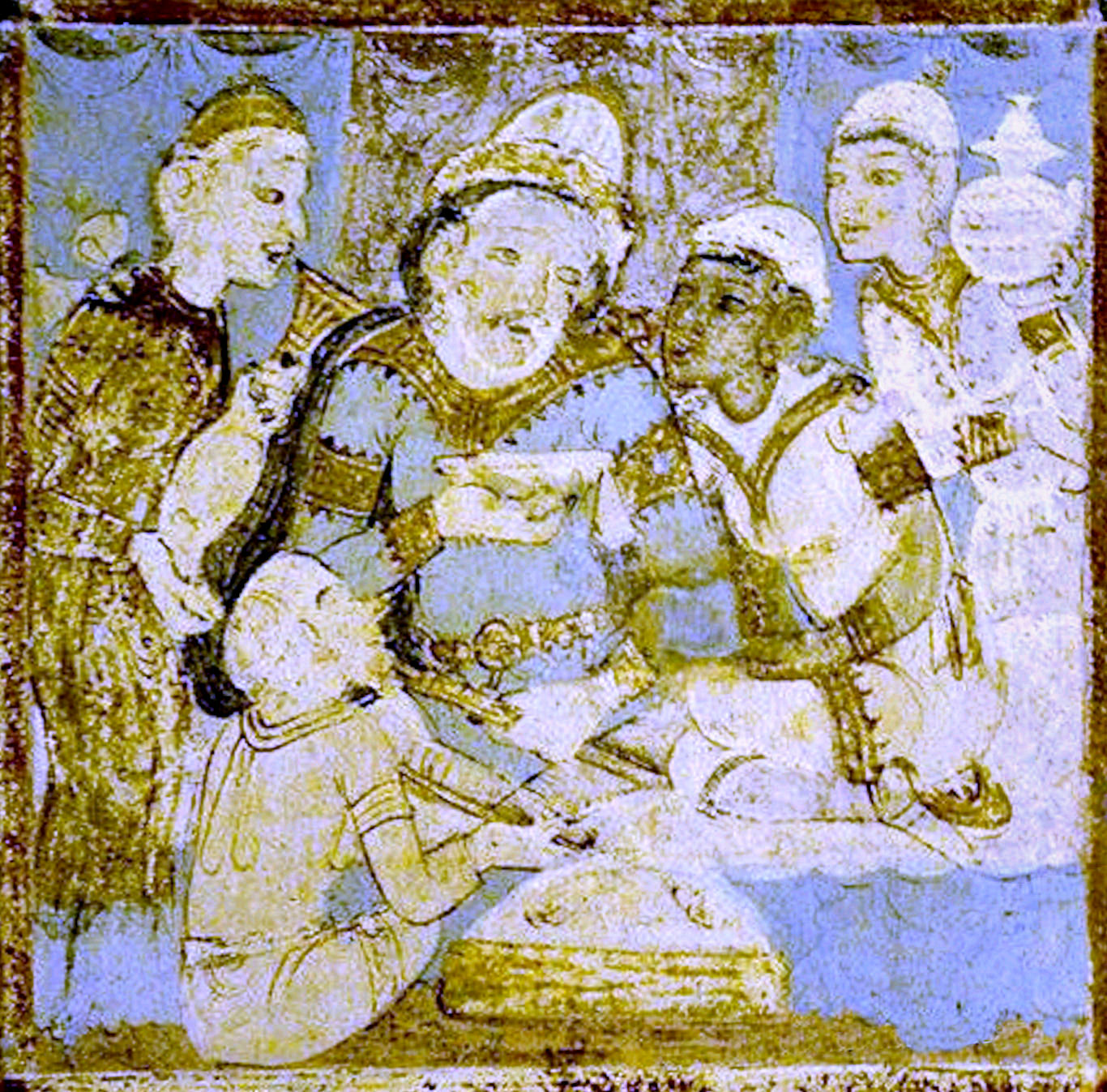
Сасанидский сановник пьёт вино, на потолке пещеры 1, в пещерах Аджанты, Индия, конец V века[23].